# آلن دارونیان

آلن دارونیان (ارمنی: Ալեն Դարոնյան؛  زادهٔ ۲۸ دسامبر ۱۹۴۶) معمار فرانسوی ارمنی‌تبار است.

## زندگی‌نامه
وی در ۲۸ دسامبر ۱۹۴۶ در پاریس به دنیا آمد و از مدرسه عالی ملی هنرهای زیبا فارغ‌التحصیل گشت. همچنین برندهٔ جوایزی همچون نشان آنانیا شیراکاتسی (۲۰۱۲) شده‌است. 

## یادداشت
1. ↑  Փարիզի «Բոզար» բարձրագույն դպրոց